# Pico Colativí
El pico Colativí, con una altura máxima de 1387 m s. n. m.,
es la cima más alta de sierra Alhamilla, en la provincia de Almería (España). En su cima se encuentra un vértice geodésico con el mismo nombre,
una estación de radar de uso civil y una estación meteorológica.  Se encuentra en las coordenadas 36°59′43″N 2°18′04″O / 36.995207, -2.301247, en el límite de los términos municipales de Turrillas y Almería.

## Toponimia
En el Diccionario geográfico-estadístico-histórico de España y sus posesiones de Ultramar de Pascual Madoz se le denomina cerro de Calataivir.

## Acceso
Este suele ser un destino común para los cicloturistas de montaña, ya que resulta una cima de difícil culminación dadas las pendientes que hay que superar para llegar, de hasta el 13 %. Requiere por ello de una buena forma física para su ascenso. 
Por el norte, es posible el acceso por pista asfaltada a través del pueblo de Turrillas, o por una pista forestal que parte detrás del parque temático OASYS y sube hasta el Puntal y desde allí por pista forestal. También es posible acceder por un camino que comienza en la población de Huebro.
Desde el sur, es posible acceder mediante un sendero que parte desde Cuevas de los Úbedas. También es posible acceder por un camino que comienza en la población de Huebro.

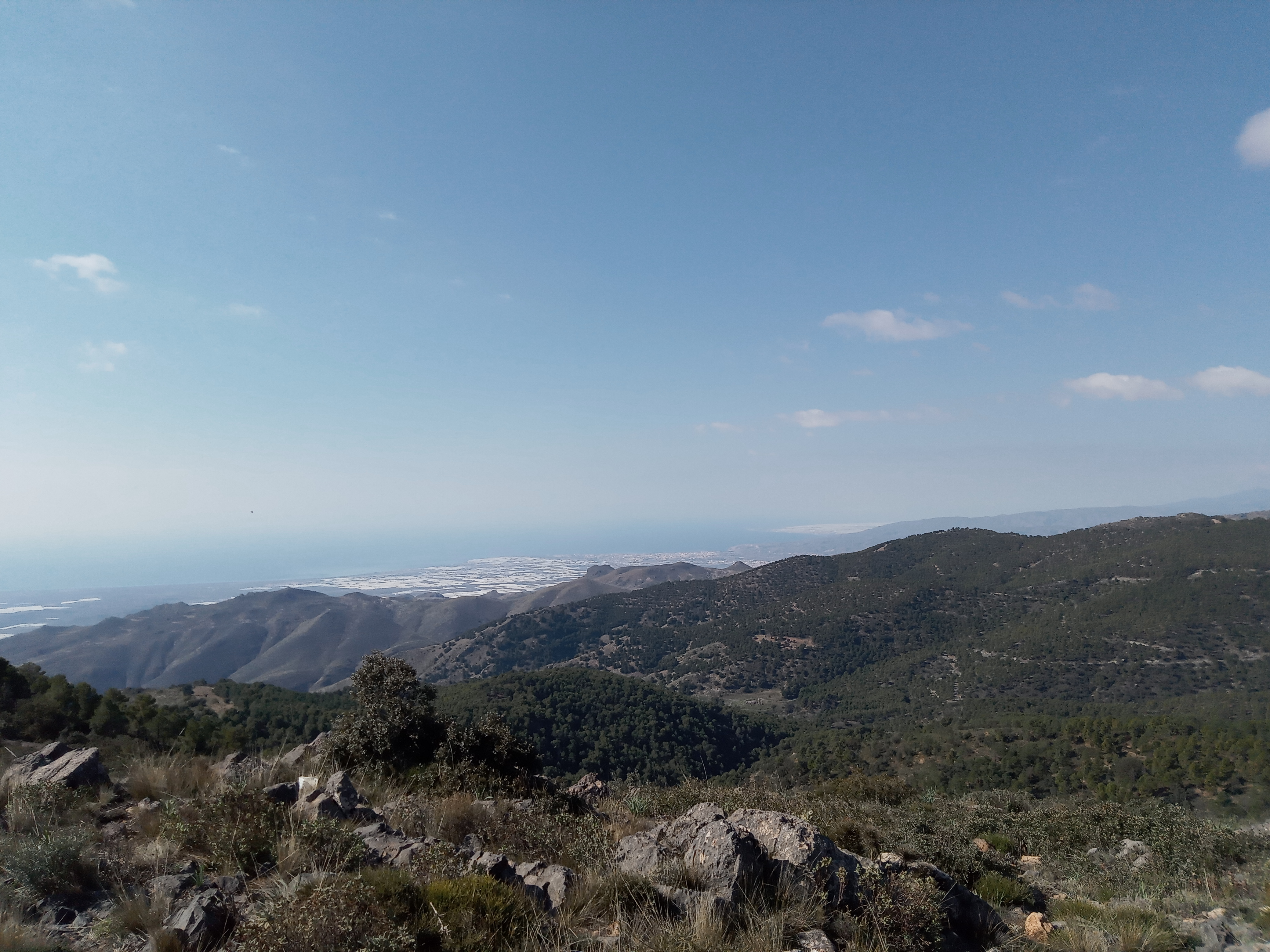
Vistas del encinar de la cara sur y del golfo de Almería